# Raimund Tomczak

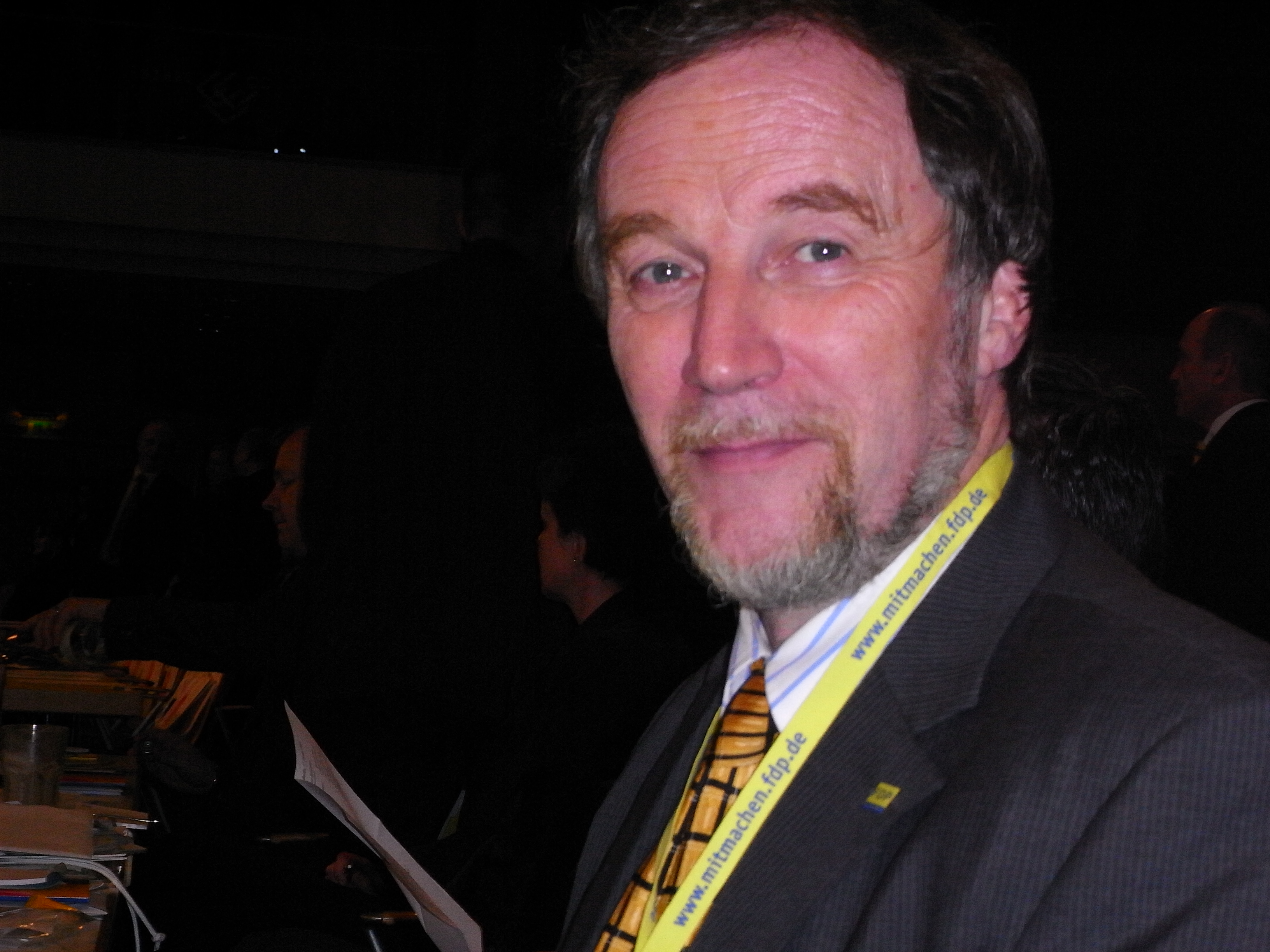
Raimund Tomczak (2009)

Raimund Tomczak (* 10. August 1947 in Königs Wusterhausen, Landkreis Teltow) ist ein deutscher Politiker und war 2009 bis 2014 Abgeordneter der FDP im Landtag Brandenburg.

## Beruf und Ausbildung
Raimund Tomczak machte 1964 bis 1966 eine Ausbildung zum Fachverkäufer. Zwischen 1966 und 1975 war er Angehöriger der Grenztruppen der DDR. Danach war Tomczak von 1975 bis 1976 als Handelsbereichsleiter tätig. Ab 1976 war er in der Transport- und Entsorgungsbranche selbständig. 1977 bis 1982 studierte er Binnenhandelsökonomie an der Fachschule für Binnenhandel mit dem Abschluss Ökonom. Im Jahr 2016 ging Tomczak in den Ruhestand und schloss sein Unternehmen.

## Politische Laufbahn
Raimund Tomczak war zunächst Mitglied der SED und seit 1978 der Blockpartei LDPD. 1990 wurde er FDP-Mitglied. Er war bis März 2016 Vorsitzender der FDP Dahme-Spreewald. Er ist Landesvorsitzender der Vereinigung Liberaler Kommunalpolitiker Brandenburg. Er war von 2007 bis 2011 stellvertretender Landesvorsitzender der FDP Brandenburg.
Kommunalpolitisch ist er seit 1990 als Mitglied der Gemeindevertretung Zernsdorf, seit 2003 als Mitglied der Stadtverordnetenversammlung Königs Wusterhausen und seit 2003 als Mitglied des Kreistages Dahme-Spreewald aktiv. 2019 stimmten die Mitglieder des FDP-Kreisverbandes gegen seine erneute Aufstellung zur Kreistagswahl. Tomczak gründete infolgedessen eine unabhängige Wählergruppe, für welche er zur Kreistagswahl kandidierte. Durch seine Kandidatur gegen die FDP erlosch seine Mitgliedschaft satzungsgemäß automatisch.
Bei der Landtagswahl 2009 wurde Tomczak in den Landtag gewählt. Dort war er Mitglied des Ausschusses für Wirtschaft und des Petitionsausschusses sowie stellvertretender Fraktionsvorsitzender der FDP-Fraktion. Nach der Landtagswahl in Brandenburg 2014 schied er aus dem Landtag aus.
Bei den Kommunalwahlen 2024 kandidierte Tomczak erneut für den Kreistag sowie die Stadtverordnetenversammlung. Dazu schloss er sich der unabhängigen Wählergruppe FWKW (Freie Unabhängige Wählergemeinschaft Königs Wusterhausen) unter der Führung des zuvor abgewählten Bürgermeisters Swen Ennullat an. Er verfehlte jeweils die Einzug.

## Privates
Tomczak spielt Gitarre sowie Banjo und ist in einer Country-Band aktiv.
Er lebt im Ortsteil Zernsdorf der Stadt Königs Wusterhausen.